# Masca lui Zorro
Masca lui Zorro (în engleză The Mask of Zorro) este un film de capă și spadă american din 1998, regizat de Martin Campbell, inspirat din personajul Zorro creat de Johnston McCulley. Rolurile principale au fost interpretate de Antonio Banderas, Anthony Hopkins, Catherine Zeta-Jones și Stuart Wilson. În poveste, originalul Zorro (Hopkins) evadează din închisoare pentru a-și găsi fiica sa pierdută de mult (Zeta-Jones) și a răzbuna moartea soției sale împotriva guvernatorului corupt (Wilson). El este ajutat de către succesorul său (Banderas), care urmărește, de asemenea, propria sa răzbunare.
Producătorul Steven Spielberg a dezvoltat filmul pentru TriStar Pictures, cu regizorii Mikael Salomon și Robert Rodriguez, înainte ca regizorul Campbell să semneze în 1996. Salomon îl alesese pe Sean Connery pentru rolul lui Don Diego de la Vega, în timp ce Rodriguez l-a adus pe Banderas în rolul principal. Connery a renunțat și a fost înlocuit cu Hopkins, iar filmările la Masca lui Zorro au început în ianuarie 1997, la Estudios Churubusco din Ciudad de Mexico. Filmul a fost lansat în Statele Unite ale Americii la 17 iulie 1998, având parte atât de succes financiar, cât și de succes critic. Legenda lui Zorro, o continuare cu Banderas și Zeta-Jones și regizată de Campbell, a fost lansată în 2005, dar nu a reușit să ajungă la recepția general pozitivă a predecesorului său.

## Rezumat
În 1821, Don Diego de la Vega (Anthony Hopkins) luptă împotriva Spaniei în Războiul Mexican de Independență ca Zorro, un răzbunător misterios care-i apără pe țăranii mexicani și locuitorii din Las Californias. Don Rafael Montero (Stuart Wilson), crudul guvernator al regiunii, descoperă identitatea lui de la Vega. Pe când de la Vega era arestat în casa lui, iubita sa soția se, Esperanza (Julieta Rosen), este ucisă accidental de unul dintre soldații lui Montero. Montero îl închide în temniță pe de la Vega și îi ia mica lui fiică, Elena, ca fiind a lui și pleacă spre Spania.
Douăzeci de ani mai târziu, Montero revine din exilul în Spania, împreună cu Elena (Catherine Zeta Jones), care devenise o femeie frumoasă. El plănuiește să transforme California într-o republică independentă. Cu toate acestea, reapariția lui îl trezește la viață și pe de la Vega, care petrecuse două decenii de viață în anonimat în timpul detenției sale. El evadează din închisoare și, în timp ce plănuia să se răzbune pe Montero, se confruntă cu un hoț, Alejandro Murrieta (Antonio Banderas), care - împreună cu fratele său - îl admirase foarte mult pe Zorro în copilărie și chiar îl ajutase pe erou în ultima sa aventură. După o scurtă perioadă de deliberare, de la Vega decide să-l ia pe Alejandro ca protejat. Inspirat de dorința de răzbunare pe căpitanul Harrison Love (Matt Letscher), ucigașul fratelui său și mâna dreaptă a lui Montero, el îndură regimul de antrenament dur la care este supus de Diego de la Vega.
După ce a furat un armăsar negru asemănător cu calul Toronado și a lăsat semnul lui Zorro la locul furtului, de la Vega îl ceartă susținând că Zorro a fost un slujitor al poporului, nu un hoț sau aventurier. El îl provoacă pe Alejandro să câștige încrederea lui Montero și îl prezintă ca Don Alejandro del Castillo y García, un nobil aflat în vizită, iar de la Vega este prezentat ca servitorul său, Bernardo. Ambii participă la o petrecere de la hacienda lui Montero, unde câștigă admirația Elenei și a lui Montero pentru a fi invitat la o întâlnire secretă. Acolo, Montero își prezintă planul de a prelua California de la mexicani, cumpărând-o de la generalul Santa Anna, care are nevoie de bani pentru a finanța viitorul lui război cu Statele Unite ale Americii.
Alejandro și nobilii sunt duși la o mină de aur secretă cunoscută sub numele de "El Dorado", unde țăranii și criminalii sunt folosiți ca sclavi. Planul lui Montero este de a cumpăra California folosindu-se de banii obținuți din extragerea aurului chiar de pe terenurile lui Santa Anna. Între timp, de la Vega se folosește acest prilej pentru a deveni mai apropiat de Elena: prezentându-se ca Bernardo, el află că Montero i-a spus că mama ei a murit la naștere. De la Vega îl trimite pe Alejandro ca Zorro, pentru a fura harta care duce la mina de aur: el se duelează cu Montero, Love și paznicii lor la hacienda. Atunci când Alejandro scapă, Elena încearcă să recupereze harta lui Montero, dar el folosește sabia pentru a o dezbrăca de haine și a o seduce, ceea ce duce la un sărut pasional înainte ca el să fugă.
Îngrozit de pedeapsa lui Santa Anna dacă se descoperă că l-a plătit cu propriul lui aur, Montero decide să distrugă mina, împreună cu toate lucrătorii, pentru a ascunde toate probele. De la Vega îi spune lui Alejandro să elibereze singur lucrătorii, astfel ca el să poată să se întâlnească cu Elena: el îl încolțește pe Montero la hacienda lui și-și dezvăluie identitatea, dar este capturat. Între timp, Elena, inspirată de o întâlnire întâmplătoare la piață cu o femeie care a fost dădaca ei, îl întreabă pe Montero de numele florii pe care mama ei o atârna despre pătuțului ei: atunci când de la Vega îi spune numele florii, ea își dă seama că el este tatăl ei. Ea îl eliberează pe de la Vega din celula sa și se duc la mină, unde se dusese Zorro să dea drumul muncitorilor închiși. De La Vega îl oprește pe Montero de la uciderea lui Zorro și cei doi se duelează. Între timp, Zorro se luptă cu Love. În final, Alejandro își răzbună fratele prin străpungerea lui Love cu sabia, iar de la Vega îl trimite la moarte pe Montero prin împingerea lui de pe o stâncă în urma unui coș cu o încărcătură de aur, care-l zdrobește pe Love. De la Vega, care fusese rănit în lupta cu Montero, îi dă lui Alejandro mantaua lui Zorro și-i binecuvântează viitoarea căsătorie a lui Alejandro cu Elena. Ei reconstruiesc hacienda lui de la Vega Hacienda și au un fiu pe nume Joaquin, în onoarea fratelui lui Alejandro.

## Distribuție

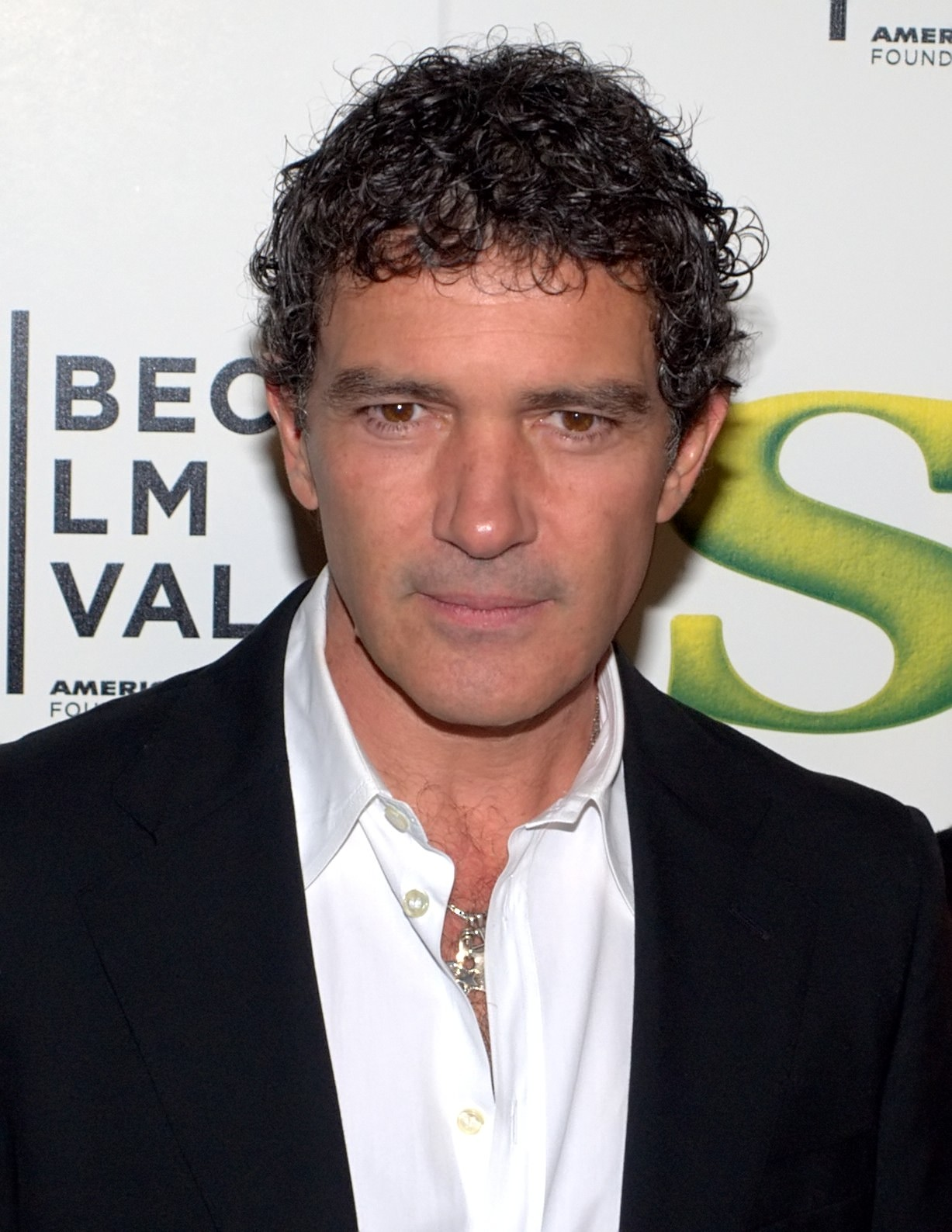
Antonio Banderas l-a portretizat pe Zorro.

- Antonio Banderas - Alejandro Murrieta / Zorro: În ciuda afirmațiilor făcute de mass-media și de Antonio Banderas[3], Banderas nu este primul actor spaniol care l-a portretizat pe Zorro; actorul spaniol José Suárez l-a interpretat pe Zorro în filmul La montaña sin ley (1953) și actorul spaniol din anii 1960-1970 Carlos Quiney (sau Charles Quiney) l-a portretizat pe Zorro în trei filme: Zorro Il Cavaliere della Vendetta, Zorro Il Dominatore și Zorro la Maschera della Vendetta.[4][5][6] Banderas a fost plătit cu 5 milioane de dolari pentru acest rol. Personajul său din film este Alejandro Murrieta, fratele fictiv al lui Joaquin Murrieta, făcând ca personajul interpretat de Banderas să fie mexican sau chilian.[7] În pregătirea pentru rolul său, Banderas s-a antrenat cu echipa olimpică de scrimă a Spaniei timp de patru luni.[8] Cei trei au fost instruiți de Bob Anderson în timpul pre-producției din Mexic, petrecând 10 ore pe zi, timp de două luni, în special pentru scenele de luptă din film.[9] În timpul interviurilor pentru Stăpânul Inelelor: Frăția Inelului, Anderson a apreciat talentul natural al lui Banderas. "Obișnuiam să-l numim Morocănosul Bob pe platou, așa era de perfecționist", a afirmat regizorul Martin Campbell. "A fost incredibil de inventiv, și, de asemenea, a refuzat să trateze pe oricare dintre actori ca pe o vedetă. Ei s-au plâns de intensitatea antrenamentelor."[10]
- Anthony Hopkins - Don Diego De La Vega / Zorro: Hopkins a fost distribuit în decembrie 1996, cu o lună înainte de începerea filmărilor.[11] Hopkins, cunoscut pentru rolurile sale dramatice, a preluat rolul ca urmare a entuziasmului său de a juca într-un film de acțiune.[12]
- Catherine Zeta-Jones - Eléna (De La Vega) Montero: actrița a semnat în noiembrie 1996, când Steven Spielberg a văzut interpretarea ei din miniserialul Titanic și a recomandat-o lui Campbell.[13] În ciuda faptului că era o actriță galeză care portretiza un personaj latino, Zeta-Jones a descoperit similitudini între temperamentul ei celtic "volatil" și temperamentul latin al Elénei.[14] Izabella Scorupco, care a lucrat cu Campbell la GoldenEye, și Judith Godreche au dat amândouă probe.[13] Actrița afirmă că Masca lui Zorro este filmul care a lansat-o în cinematografie.[14][15]
- Stuart Wilson - Don Rafael Montero: Armand Assante era distribuit inițial în rol, dar a renunțat din cauza unor conflicte de programare cu The Odyssey.[16] Stuart Wilson, care colaborase anterior cu Campbell în Evadare din Absolom, a fost distribuit în locul lui Assante după patru luni.[17]
- Matt Letscher - Căpitanul Harrison Love
- Tony Amendola - Don Luiz
- Pedro Armendáriz, Jr. - Don Pedro
- L.Q. Jones - Jack Trei Degete
- Julieta Rosen - Esperanza De La Vega, soția iubită a lui Don Diego și mama Élenei

## Recepție

### Răspuns critic
Bazat pe 66 comentarii de pe situl Rotten Tomatoes, la 82% dintre critici le-a plăcut Masca lui Zorro cu un scor mediu de 7.1/10.

### Box office
Masca lui Zorro a fost lansat în Statele Unite ale Americii la 17 iulie 1998 în 2.515 de cinematografe, aducând încasări de 22.525.855 de dolari în primul week-end. Filmul a căzut de pe prima poziție în a doua săptămânădupă lansarea filmelor Salvați soldatul Ryan și Mary cea cu vino-ncoa. Masca lui Zorro a adus încasări de 94.095.523 $ pe piața internă și de 156.193.000 $ în străinătate, făcând ca încasările totale să ajungă la 250.288.523 $. Ca urmare a succesului comercial al filmului, Sony a vândut drepturile TV ale lui Zorro pentru 30 milioane $ către CBS și Turner Broadcasting System (TBS).

### Premii
| Premii                 | Categorie                                     | Nominalizat                                  | Rezultat     |
| ---------------------- | --------------------------------------------- | -------------------------------------------- | ------------ |
| Premiile Oscar         | cea mai bună editare sonoră                   | Dave McMoyler                                | Nominalizare |
| Premiile Oscar         | cel mai bun mixaj sonor                       | Kevin O'Connell, Greg P. Russell, Pud Cusack | Nominalizare |
| Premiile BAFTA         | cele mai bune costume                         | Graciela Mazón                               | Nominalizare |
| Premiile Globul de Aur | cel mai bun film (muzical sau comedie)        |                                              | Nominalizare |
| Premiile Globul de Aur | cel mai bun actor (muzical sau comedie)       | Antonio Banderas                             | Nominalizare |
| Premiile MTV Movie     | cea mai bună interpretare feminină            | Catherine Zeta-Jones                         | Nominalizare |
| Premiile MTV Movie     | cea mai bună luptă                            | Antonio Banderas, Catherine Zeta-Jones       | Nominalizare |
| Premiile Saturn        | cel mai bun film de acțiune/aventură/thriller |                                              | Nominalizare |
| Premiile Saturn        | cea mai bună actriță                          | Catherine Zeta-Jones                         | Nominalizare |
| Premiile Saturn        | cele mai bune costume                         | Graciela Mazón                               | Nominalizare |